# بچه‌هایی که آواهای گمشده را دنبال می‌کنند
بچه‌هایی که آواهای گمشده را دنبال می‌کنند (ژاپنی: 星を追う子ども، انگلیسی: Children Who Chase Lost Voices) یک اَنیمه سینمایی فانتزی به نویسندگی و کارگردانی ماکوتو شینکای است که در سال ۲۰۱۱ منتشر شد.
این اَنیمه با زمان ۱۱۶ دقیقه بلندترین اثر شینکای تا زمان ساخت آخرین اثرش فرزند آب‌وهوا است که خود در هر سه بخش کارگردانی، نویسندگی (داستان و فیلمنامه) و تدوین، حضور داشته است. اَنیمه‌های فرزند آب‌وهوا (۲۰۱۹) با زمان ۱۱۲ دقیقه و نام تو (۲۰۱۶) با زمان ۱۰۶ دقیقه، به ترتیب جایگاه دوم و سوم را در میان فیلم‌های بلند ماکوتو شینکای دارند.

## خلاصه داستان
دختر نوجوانی به نام آسونا پدرش را در کودکی از دست داده است. مادرش برای خرج و مخارج زندگی مجبور است شیفت‌های طولانی را در بیمارستان سپری کند. آسونا روزها با دستگاه پخش پدرش سرگرم می‌شود و در کنار گربهٔ خانگی عجیبی که دارد به زندگی عادی خود ادامه می‌دهد اما یک روز او در راه مدرسه مورد حملهٔ موجودی عجیب و ناشناخته قرار می‌گیرد. پسری به نام شون_کون او را نجات می‌دهد و…